# Can Figueres (Gualba)
Can Figueres és una construcció del municipi de Gualba (Vallès Oriental) inclosa en l'Inventari del Patrimoni Arquitectònic de Catalunya.

## Descripció
Es tracta d'un conjunt d'edificis entorn d'un pati interior tancat. L'edifici principal és de planta baixa, pis i golfa i coberta a dues vessants. La façana principal té un portal d'entrada de mig punt dovellat i finestres d'arc pla. La façana posterior és de composició orgànica de forats. Al costat de la portalada d'entrada hi ha un porxo amb una curiosa estructura coberta.

## Història
Aquesta masia és de tipologia diferent de l'habitual, ja que era una casa dedicada a la ramaderia i, en tenir un pati interior davant la façana principal, les distribucions dels annexos eren més dissociades.
Actualment està totalment reformada i arreglada, ja que s'ha convertit en casa de segona residència.
A la portalada d'accés al pati interior hi ha la data de 1779.